# Gunnhild Ruben
Gunnhild Ruben (* 31. Oktober 1926; † 17. Juli 2012 in Braunschweig) war eine deutsche Architektin und Heimatforscherin.

## Leben
In besonderer Weise engagierte sich Gunnhild Ruben in der Interessengemeinschaft Bauernhaus, der sie seit dem 21. Februar 1984 angehörte. Auf ihr Engagement ging die Gründung der Außenstelle Südostniedersachsen der Interessengemeinschaft zurück. Etwa zur gleichen Zeit wurde sie Ortsheimatpflegerin der Braunschweiger Stadtteile Lehndorf und Kanzlerfeld, eine Funktion, die sie über 24 Jahre innehatte. Sie widmete sich in Vorträgen und Veröffentlichungen der Braunschweiger Landwehr und ihren Türmen und recherchierte zur Baugeschichte der Wichernkirche in Lehndorf. Diese Recherchen führten zu der 2004 erfolgten, viel diskutierten Buchveröffentlichung, in der sie sich mit Besonderheiten der Einbürgerung Adolf Hitlers befasste.

## Schriften
- Bauen und Erhalten auf dem Lande. IGB, Bundesgeschäftsstelle, 1994, DNB 968397611.
- Herzog Karl I. und der Schifffahrtskanal vom Elm nach Braunschweig. Braunschweig 2002.
- Bitte mich als Untermieter bei Ihnen anzumelden – Hitler und Braunschweig 1932–1935. Norderstedt 2004, ISBN 978-3-8334-0703-1.